# Kierion
Pour plus de détails, voir Fiche technique et Distribution.
Kierion (Κιέριον) est un film grec réalisé par Dimos Theos et sorti en 1974.
Le film fut tourné en 1967, mais à cause de la dictature des colonels, ne put sortir qu'en 1974.

## Synopsis
Bien que les noms aient été changés, le film s'inspire de l'assassinat de George Polk.
Un journaliste américain, Morgan, enquête en Grèce sur les agissements d'un cartel du pétrole. Il est assassiné. Les autorités essayent d'accuser un journaliste de gauche, Vagenas, ami de Morgan. Il est arrêté et torturé. Finalement, il est relâché et la police cherche un autre coupable : un étudiant juif, Zadik, qui finit par se suicider en prison. Vagenas entreprend sa propre enquête pour découvrir la vérité, mais ses témoins se font tous assassiner.

## Fiche technique
- Titre : Kierion
- Titre original : Κιέριον
- Réalisation : Dimos Theos
- Scénario : Dimos Theos, Kostas Sfikas
- Direction artistique :
- Décors :
- Costumes :
- Photographie : Yórgos Panoussópoulos et Syrakos Danalis
- Son : Tasos Metallinos
- Montage : Dimos Theos et Vangelis Serntaris
- Musique : Vangelis Maniatis
- Production :  Dimos Theos et Giorgos Papalios
- Pays d'origine : Grèce
- Langue : grec
- Format :  noir et blanc
- Genre : Drame politique
- Durée : 92 minutes
- Dates de sortie : 1974

## Distribution
- Anestis Vlachos
- Kostas Sfikas
- Eleni Theofilou
- Stávros Tornés
- Tónia Marketáki
- Costas Ferris

## Récompenses
- Meilleur film artistique, meilleur premier film et distinction d'honneur au Festival du cinéma grec 1974 à Thessalonique
- Prix à la Mostra de Venise 1968